# Championnat d'Espagne de football 1940-1941
Navigation
Primera División 1939-40 Primera División 1941-42
Le championnat d'Espagne de football 1940-1941 est la 10e édition du championnat. La compétition est remportée par l'Atlético Aviación, aujourd'hui appelé Atlético Madrid. Organisé par la Fédération espagnole de football, le championnat se déroule du 29 septembre 1940 au 30 mars 1941.
Le club madrilène, tenant du titre, l'emporte avec deux points d'avance sur l'Atlético Bilbao et cinq sur le Valence CF.
Le système de promotion/relégation est modifié en vue du passage à 14 clubs : matchs de barrage entre les deux derniers de première division et les troisième et quatrième de deuxième division, montée automatique pour les deux premiers de deuxième division. Le promu, le Real Murcie, ainsi que le Real Saragosse, sont relégués en deuxième division après une défaite en barrage face au Deportivo La Corogne et au CD Castellón, qui sont donc promus en première division. Les deux autres promus à l'issue de la saison sont le Grenade CF et la Real Sociedad.
L'attaquant espagnol Pruden, d'Atlético Aviación, termine meilleur buteur du championnat avec 33 réalisations.

## Règlement de la compétition
Le championnat de Primera División est organisé par la Fédération espagnole de football, il se déroule du 29 septembre 1940 au 30 mars 1941.
Il se dispute en une poule unique de douze équipes qui s'affrontent à deux reprises, une fois à domicile et une fois à l'extérieur. L'ordre des matchs est déterminé par un tirage au sort avant le début de la compétition.
Le classement final est établi en fonction des points gagnés par chaque équipe lors de chaque rencontre : deux points pour une victoire, un pour un match nul et aucun en cas de défaite. En cas d'égalité de points entre deux ou plusieurs de clubs en fin de championnat, le classement se fait à la différence de buts. L'équipe possédant le plus de points à la fin de la compétition est proclamée championne. En vue du passage à 14 clubs, les deux derniers du championnat disputent un barrage de relégation face aux troisièmes et quatrième de la Segunda División, les deux premiers de ce championnat accèdent directement à la Primera División.

## Équipes participantes
Cette saison de championnat est la dernière à se disputer à 12 équipes. Le Real Oviedo, après une saison sans compétition en raison de la guerre d'Espagne, retrouve sa place en première division, le Real Murcie fait ses débuts à ce niveau de la compétition.
| \| H. Alicante A. Bilbao Real Murcie FC Séville Celta Vigo Real Oviedo CA Aviación Real Madrid CF Barcelone Espanyol Saragosse FC Valence CF \| Localisation des clubs engagés dans le championnat. |
| H. Alicante A. Bilbao Real Murcie FC Séville Celta Vigo Real Oviedo CA Aviación Real Madrid CF Barcelone Espanyol Saragosse FC Valence CF                                                           |

| Clubs                  | Ville     | Stade                   |
| ---------------------- | --------- | ----------------------- |
| Hércules Alicante      | Alicante  | Bardín                  |
| Atlético Bilbao        | Bilbao    | San Mamés               |
| Club Atlético Aviación | Madrid    | Vallecas                |
| CF Barcelone           | Barcelone | Las Corts               |
| Celta Vigo             | Vigo      | Balaidos                |
| Espanyol Barcelone     | Barcelone | Sarriá                  |
| Real Murcie            | Murcie    | Estadio de La Condomina |
| Real Oviedo            | Oviedo    | Buenavista              |
| Real Madrid            | Madrid    | Chamartín               |
| Saragosse FC           | Saragosse | Torrero                 |
| Séville CF             | Séville   | Nervión                 |
| Valence CF             | Valence   | Mestalla                |

À la mi-saison, par décret du 21 janvier 1941 du ministère de l'Intérieur, la loi sur les associations entre en vigueur. Elle rend obligatoire l'utilisation du castillan et interdit les mots étrangers dans les noms d'associations. L'Athletic Aviación Club devient ainsi le Club Atlético Aviación, le Fútbol club de Barcelone devient le Club de fútbol de Barcelone. Dans le même temps, les clubs comme Madrid CF ou CF Oviedo peuvent reprendre leurs dénominations royalistes interdites pendant la Seconde République et sont rebaptisés Real Madrid CF, Real Oviedo CF.

## Classement
| Rang | Équipe                | Pts | J  | G  | N | P  | Bp | Bc | Diff |
| ---- | --------------------- | --- | -- | -- | - | -- | -- | -- | ---- |
| 1    | Atlético Aviación T,S | 33  | 22 | 13 | 7 | 2  | 70 | 36 | +34  |
| 2    | Atlético Bilbao       | 31  | 22 | 13 | 5 | 4  | 49 | 24 | +25  |
| 3    | Valence CF C          | 27  | 22 | 11 | 5 | 6  | 60 | 52 | +8   |
| 4    | CF Barcelone          | 27  | 22 | 13 | 1 | 8  | 55 | 45 | +10  |
| 5    | Séville CF            | 26  | 22 | 12 | 2 | 8  | 70 | 43 | +27  |
| 6    | Real Madrid           | 24  | 22 | 11 | 2 | 9  | 51 | 38 | +13  |
| 7    | Espanyol Barcelone    | 22  | 22 | 10 | 2 | 10 | 50 | 54 | -4   |
| 8    | Real Oviedo P         | 16  | 22 | 7  | 2 | 13 | 36 | 63 | -27  |
| 9    | Hércules Alicante     | 16  | 22 | 7  | 2 | 13 | 28 | 67 | -39  |
| 10   | Celta Vigo            | 15  | 22 | 7  | 1 | 14 | 45 | 51 | -6   |
| 11   | Real Saragosse        | 14  | 22 | 5  | 4 | 13 | 26 | 41 | -15  |
| 12   | Real Murcie P         | 13  | 22 | 5  | 3 | 14 | 29 | 55 | -26  |

- Champion
- Barrages de relégation

Barrages de promotion :
Les barrages se jouent sur une rencontre unique disputée à Madrid : le Deportivo La Corogne, troisième de division 2, bat le Real Murcie sur le score de deux à un et le CD Castellón, quatrième de division 2, bat le Real Saragosse sur le score de trois à deux.

## Récompenses
L'attaquant espagnol Pruden (Atlético Aviación) termine Meilleurs buteurs du championnat d'Espagne de football avec 33 réalisations. Il devance Edmundo "Mundo" Suárez, de Valence CF, auteur de 21 buts et Vicente Martínez Catalá, de l'Espanyol Barcelone, qui inscrit 18 buts.
Le Trophée Zamora de meilleur gardien du championnat est attribué à José María Echevarría, joueur de l'Atlético Bilbao.

## Bilan de la saison
| Championnat d'Espagne de football 1940-1941 |                              |
| Champion                                    | Atlético Aviación (2e titre) |
| Dauphin                                     | Atlético Bilbao              |
| Coupes et trophées                          |                              |
| Vainqueur de la Coupe d'Espagne 1940-1941   | Valence CF                   |
| Vainqueur Coupe des champions (es)          | Atlético Aviación            |
| Promotions et relégations                   |                              |
| Promus en Primera División                  | Deportivo La Corogne         |
| Promus en Primera División                  | CD Castellón                 |
| Promus en Primera División                  | Grenade CF                   |
| Promus en Primera División                  | Real Sociedad                |
| Relégués en Segunda División                | Real Saragosse               |
| Relégués en Segunda División                | Real Murcie                  |